# Spondylus
Spondylus là một chi động vật bao gồm các loài trai gai. Đây là chi duy nhất trong họ Spondylidae.

## Các loài

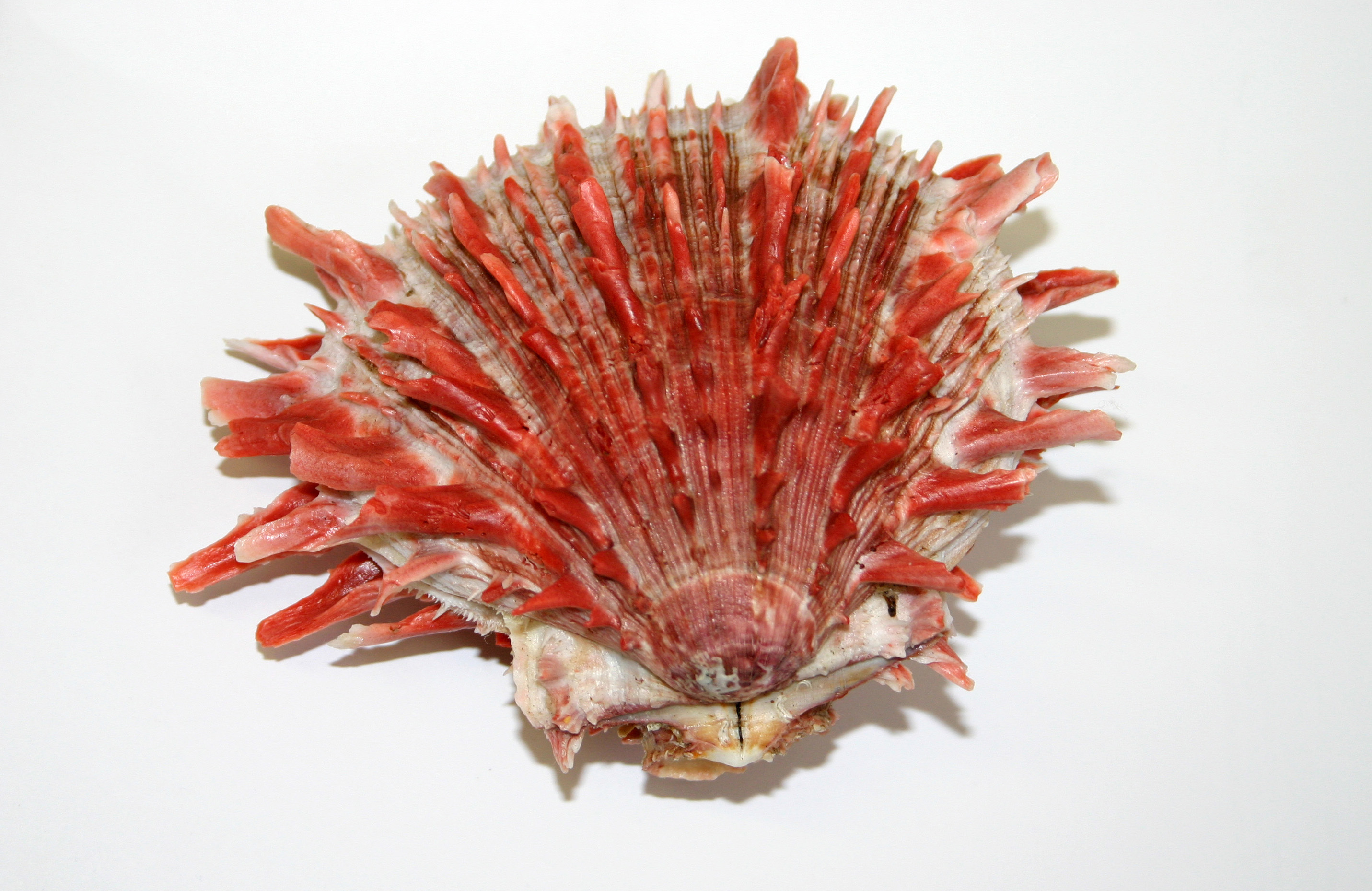
Trai gai Thái Bình Dương, S. princeps Broderip, 1833, từ Sea of Cortez, Mexico

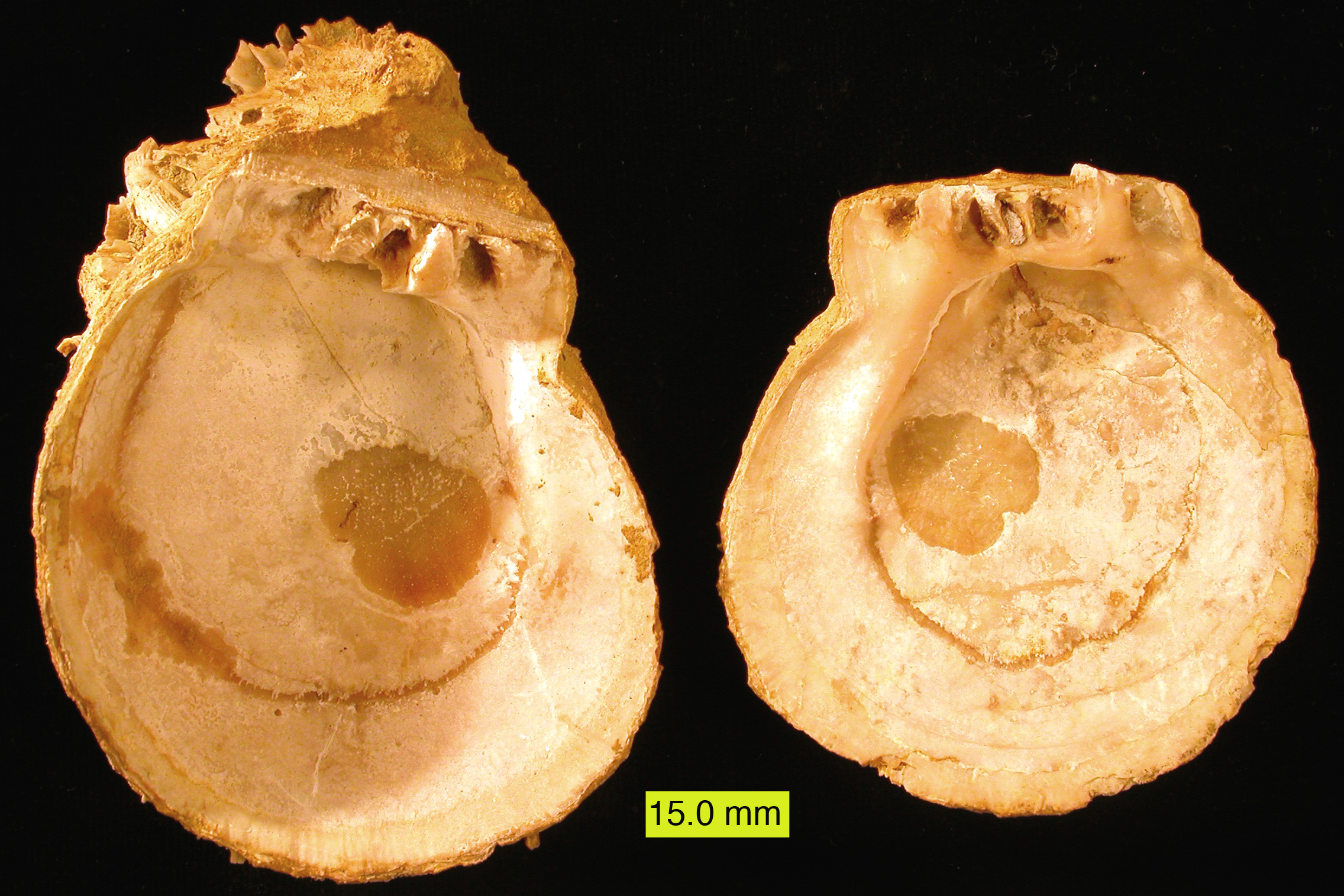
Hóa thạch Spondylus from the Pliocene of Síp

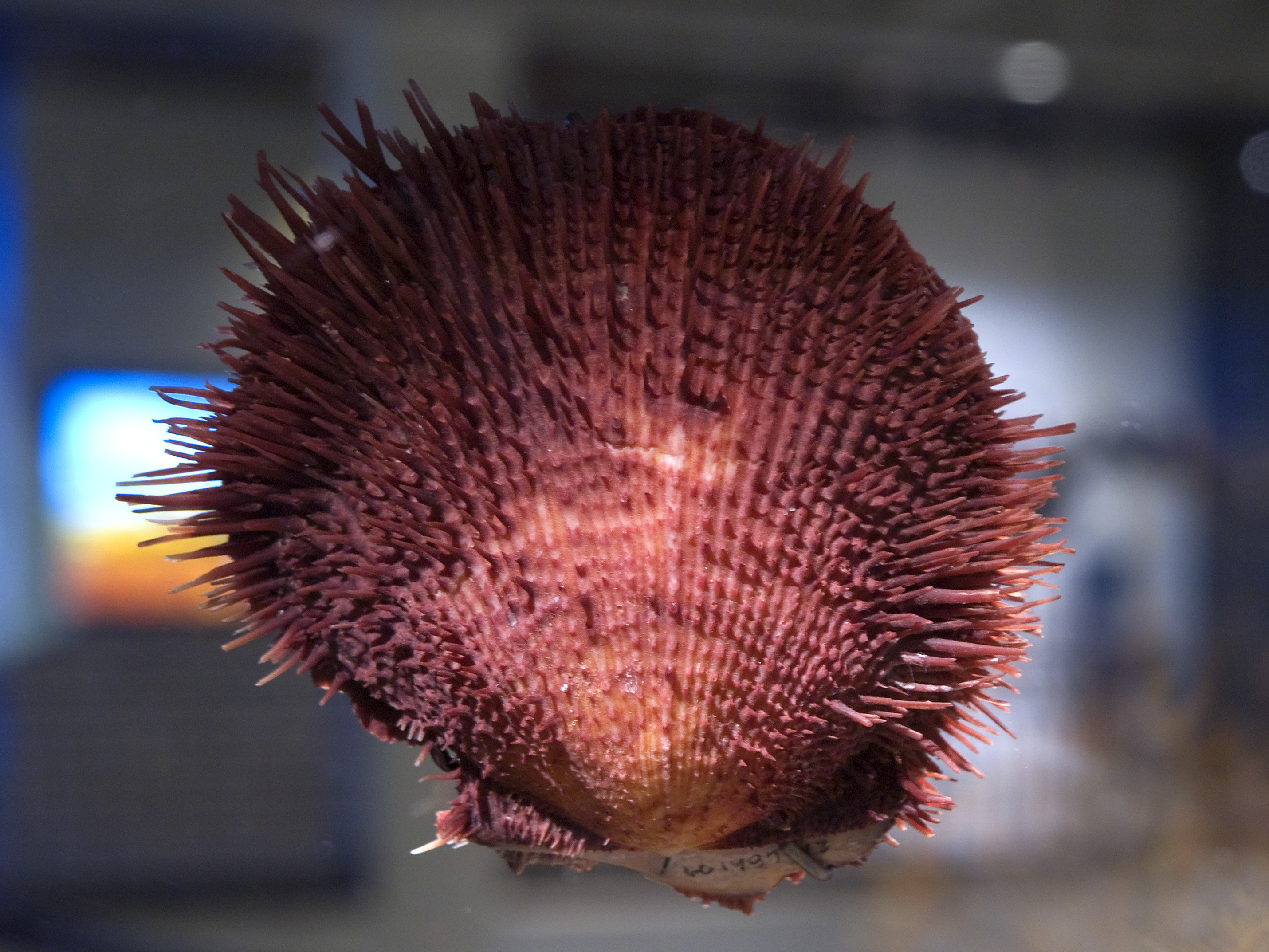
Trai lưỡi mèo, Spondylus linguaefelis Sowerby, 1847, from Hawaii

- S. americanus Hermann, 1781 — Trai gai Đại Tây Dương
- S. anacanthus Mawe, 1823 — Trai gai khỏa thân
- S. barbatus Reeve, 1856
- S. butleri Reeve, 1856
- S. calcifer Carpenter, 1857
- S. clarksoni Limpus, 1992
- S. cruentus Lischke, 1868
- S. cumingii Sowerby, 1847
- S. dutempleanus Linnaeus, 1758
- S. echinatus Schreibers, 1793
- S. erectospinus Habe,1973
- S. erinaceus Reeve, 1856
- S. gaederopus Linnaeus, 1758 — European thorny oyster
- S. gilvus Reeve, 1856
- S. groschi Lamprell & Kilburn, 1995
- S. gussoni (O. G Costa, 1829)
- S. hawaiiensis Dall, Bartsch and Rehder, 1938
- S. hystrix Röding, 1798
- S. ictericus Reeve, 1856
- S. imbutus Reeve, 1856
- S. imperialis Chenu, 1843
- S. japonicus Kur — Japanese spiny oyster
- S. lamarcki Chenu, 1845
- S. layardi Reeve, 1856
- S. linguaefelis Sowerby, 1847
- S. longitudinalis Lamarck, 1819
- S. marisrubri Röding, 1798
- S. microlepos Lamarck, 1819
- S. multimuricatus Reeve, 1856
- S. multisetosus Reeve, 1856
- S. nicobaricus Schreibers, 1793
- S. occidens Sowerby, 1903
- S. plurispinosus Reeve, 1856
- S. powelli Smith, 1892
- S. pratii Parth, 1990
- S. princeps Broderip, 1833 — Pacific thorny oyster
- S. regius Linnaeus, 1758 — regal thorny oyster
- S. sanguineus Dunker, 1852
- S. senegalensis Schreibers, 1793
- S. setiger Reeve, 1846
- S. sinensis Schreibers, 1793
- S. smythaea Lamprell, 1998
- S. somalicus M. Parth & R. Philippe, 1992
- S. squamosus Schreibers, 1793
- S. tenellus Reeve, 1856
- S. varius Sowerby,1829
- S. variegatus Schreibers, 1793
- S. versicolor Schreibers, 1793
- S. vexillum Reeve, 1856
- S. wrightianus Crosse, 1872 — Wright's thorny oyster

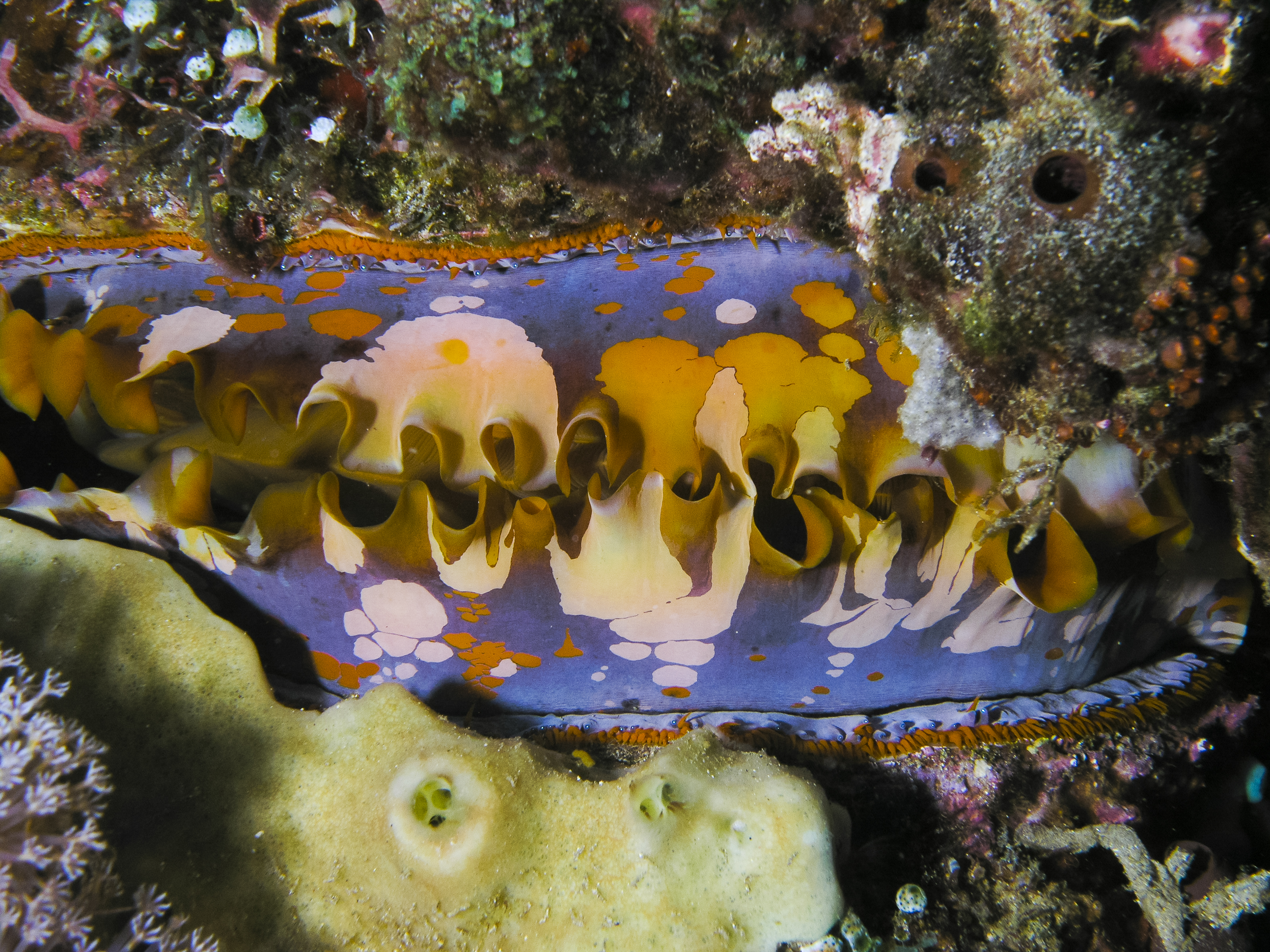
Vỏ một con trai gai.

- S. zonalis Lamarck, 1819